# Aldermanite
La aldermanite è un minerale.